# ドナルドのライオン騒動
『ドナルドのライオン騒動』、『ドナルド・ダックのライオン大騒動』（原題：Lion Around）は、ウォルト・ディズニー・プロダクション（現：ウォルト・ディズニー・カンパニー）が製作した1950年1月20日公開のアニメーション短編映画作品。ドナルドダック・シリーズの第91作。

## あらすじ
ドナルドがパイを作っていたとき、甥っ子達のヒューイ、デューイ、ルーイがライオンに扮してドナルドをからかう。しかしそこに本物のライオンが現れて、彼を偽物のライオンと勘違いしたドナルドは襲われてしまう。甥っ子たちは急いでパイをドナルドにパスし、一命を取り止めるのであった。

## スタッフ
- 製作：ウォルト・ディズニー
- 監督：ジャック・ハンナ
- 脚本：ビル・バーグ、ニック・ジョージ
- 音楽：オリバー・ウォレス
- 美術：エール・グレイシー
- 背景：
- 原画：ボブ・チャールソン、ビル・ジャスティス、ジャッジ・ウィテカー

## キャスト
| キャラクター   | 原語版               | 旧吹き替え版 | 新吹き替え版 |
| -------------- | -------------------- | ------------ | ------------ |
| ドナルドダック | クラレンス・ナッシュ | 関時男       | 山寺宏一     |
| ヒューイ       | クラレンス・ナッシュ | 土井美加     | 坂本千夏     |
| デューイ       | クラレンス・ナッシュ | 後藤真寿美   | 坂本千夏     |
| ルーイ         | クラレンス・ナッシュ | 下川久美子   | 坂本千夏     |

## 日本での公開

### 1976年上映
『ドナルド・ダックのライオン大騒動』と改題し、1976年3月13日に「東宝チャンピオンまつり」で公開。
- 『ピーター・パン』
- 『ドナルド・ダックの人喰いサメ』
- 『チップとディールの怪獣をやっつけろ!』
- 『ミッキー・マウスのがんばれ!サーカス』
- 『元祖天才バカボン』
- 『勇者ライディーン』
- 『タイムボカン』

## 収録
- 『ドナルドダック・クロニクル Vol.3 限定保存版』（DVD、ブエナ ビスタ ホーム エンターテイメント、新吹き替え版）